# Robert Franz
Robert Franz el seu verdader cognom era Knauth (Halle, 28 de juny de 1815 – Halle, 24 d'octubre de 1892) va ser un compositor alemany, principalment de lieder.
Des de la seva infància mostrà tanta afició com aptitud per la música, però davant la forta oposició dels seus pares, només va incomplets estudis, aconseguint per a fi, a l'edat de vint anys, permís per a posar-se sota la direcció d'un mestre el qual fou Schneider, al costat del qual va romandre més dos anys a Dessau.
Tornat a la seva vila nadiua el 1837, perfeccionà els seus coneixements per l'estudi profund i a consciència de les obres de Bach i de Händel, sent nomenat el 1841 organista de l'església de Sant Ullrich, poc temps després director de la Singakademié, i el 1859 director de música de la Universitat. El 1843 publicà la seva primera col·lecció de lieder, que passà quasi inadvertida del gran públic, però que li'n valgué entusiastes elogis de compositors tant eminents com Schumann, Mendelssohn i Liszt.
Les seves obres successives ja foren molt apreciades i li donaren gran popularitat; els seus lieder, en efecte assoliren gran difusió, ja que va saber unir en ells d'una manera verdader-ament admirable, l'esperit romàntic, la puresa de la forma i el caràcter popular, fins al punt de què les seves obres d'aquest gènere poden rivalitzar amb les de Schumann, Schubert i Wolf.
El 1868 una afecció de l'oïda, que patia des de 1843, es convertí en sordesa absoluta i hagué de renunciar a totes les seves feines, vivint mercès a la munificència d'alguns dels seus admiradors i d'una petita pensió del Govern, que li fou retirada el 1877 degut a les intrigues dels seus enemics. El 1903 la seva ciutat natal li erigí un monument.
A banda dels seus bellíssims lieder, més de 350, Franz va compondre: un Salm per a cors i solos, i diversos cors per a veus d'homes i veus mixtes. A més, va escriure els fullets ?Mitteilungen über J. S. Bachs Magnificat (1871). També ocupa un lloc molt important en la seva labor la revisió de les obres de Bach i de Händel.